# Sílvia Orthof
Sylvia Orthof Gostkorzewicz (Rio de Janeiro, 3 de setembro de 1932 – Petrópolis, 24 de julho de 1997) foi uma atriz e escritora brasileira de livros infantis.

## Biografia
Filha do pintor Gerhard Orthof e da pintora e ceramista Gertrud Alice Goldberg, um casal de judeus austríacos, é também sobrinha do compositor Arnold Schönberg. Sua formação inclui cursos de mímica, desenho, pintura, arte dramática e teatro. Na área de dramaturgia infantil, trabalhou como autora de texto, diretora de espetáculos, pesquisadora e professora de teatro. Viveu dois anos em Paris, aprendendo com Marcel Marceau a arte da mímica. De lá, voltou ao Brasil para trabalhar como atriz. Atuou no Teatro Brasileiro de Comédia e na TV Record, ambos em São Paulo. Mudou-se então para Nova Viçosa-BA, desenvolveu atividades com teatro de bonecos com as crianças do local utilizando materiais de uso comum na região transferiu-se posteriormente para Brasília, onde lecionou Teatro na Universidade de Brasília e coordenou as atividades de teatro do SESI. Em 1966, segundo o livro Cães de Guarda, de Beatriz Kushnir, foi convidada a ministrar um curso de teatro para  aperfeiçoamento do corpo de censores em Brasília. Em julho de 1969, lecionou a disciplina "Expressão Corporal" no Curso de Teatro do Festival de Inverno de Ouro Preto-MG, vinculado à Universidade Federal de Belo Horizonte. Como produto do Curso, o grupo de alunos encenou o espetáculo teatral "Ciranda de Vila Rica", dirigido e montado por Sylvia Orthof, com trechos do Romanceiro da Inconfidência, de Cecília Meireles.